# Пшеборово
Пшеборово (пол. Przeborowo) — село в Польщі, у гміні Дрезденко Стшелецько-Дрезденецького повіту Любуського воєводства.
Населення — 120 осіб (2011).
У 1975-1998 роках село належало до Гожовського воєводства.

## Демографія
Демографічна структура станом на 31 березня 2011 року:
|          | Загалом | Допрацездатний вік | Працездатний вік | Постпрацездатний вік |
| -------- | ------- | ------------------ | ---------------- | -------------------- |
| Чоловіки | 61      | 7                  | 44               | 10                   |
| Жінки    | 59      | 10                 | 30               | 19                   |
| Разом    | 120     | 17                 | 74               | 29                   |